# Oscar Stjerne
Oscar Stjerne (17. února 1873, Los – 24. října 1917) byl švédský spisovatel. Psal pod pseudonymem Jong på Hea.
Je po něm pojmenovaná škola v Torsby.

## Dílo
- Visor och värs 1901
- Minne från skyttefästen i mars 1902, 1902
- Prolog vid Karlstads teaters tioårsdag 1903
- För brödralanden 1904
- Skyddsänglar 1904
- Barmhärtigheten 1905
- Prins Gifmild 1905
- Vårt eniga folk 1905
- Sol och snö 1906
- Hjärtats lag 1906
- En minnessång vid ungdomsmötet i Säffle midsommaren 1906, 1906
- Den dömde 1908
- Värmlands ungdoms sommarsång 1908
- Hemfolk å hemlåt tå'n Jong på Hea 1909
- Till vår moder hembygden 1910
- Sångerna om hemmet 1911
- Skuggspel 1916
- Lovsånger och andra dikter 1917
- Värmlandssånger 1918
- Visor som tystna 1918
- Minnessånger och andra dikter 1923
- Dikter 1943

## Ocenění
- Velká cena Devíti 1916